# فرانکو برینزا
فرانکو برینزا (به ایتالیایی: Franco Brienza) بازیکن فوتبال و اهل ایتالیا است که از سال ۲۰۰۵ میلادی عضو تیم ملی فوتبال ایتالیا بوده و در ۲ بازی ملی حضور داشته‌است. او در بازی‌های ملی‌اش گلی به ثمر نرساند.